# Canthon vigilans
Canthon vigilans là một loài bọ cánh cứng trong họ Bọ hung (Scarabaeidae).